# Марийские музыкальные инструменты

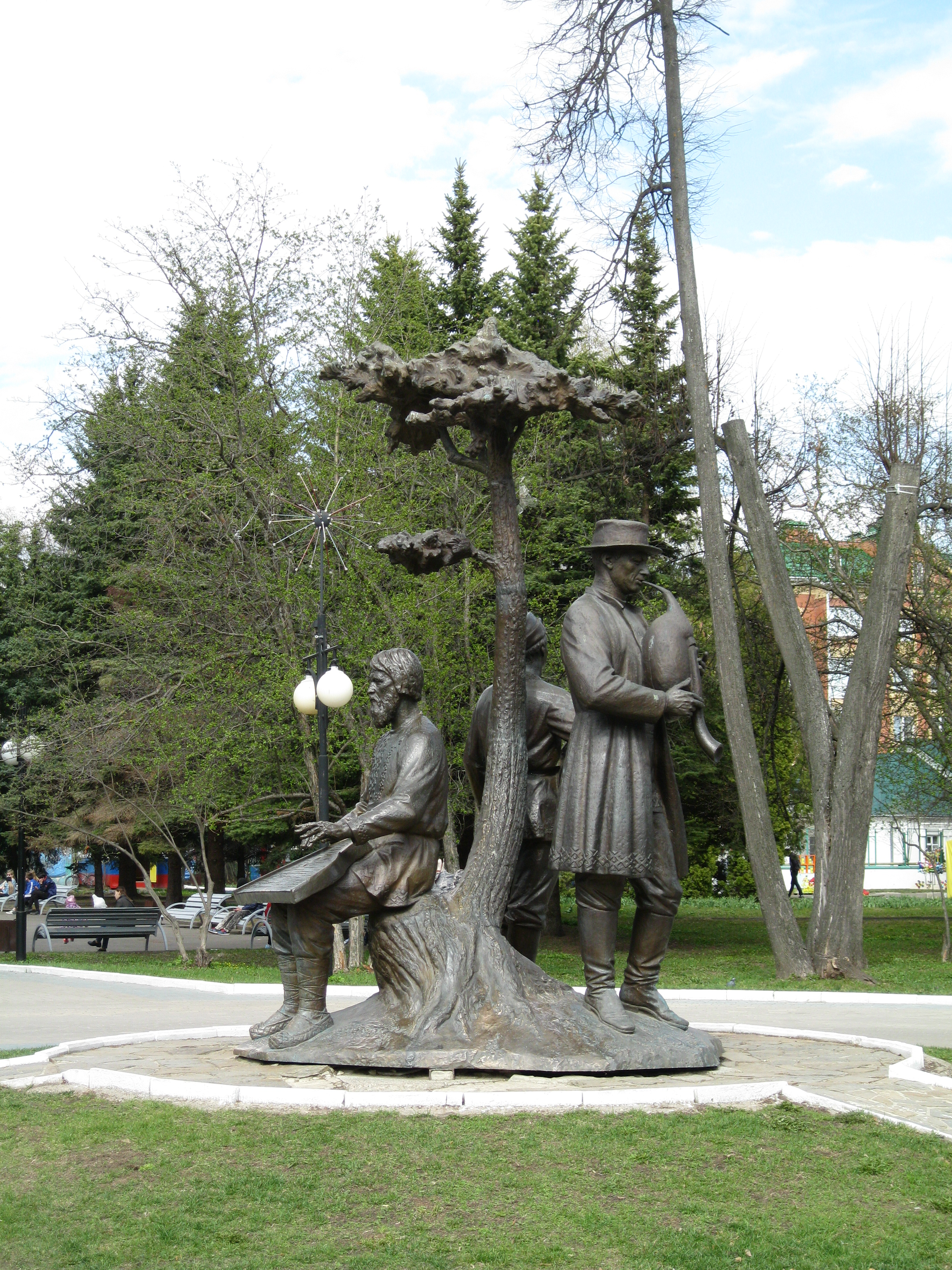
Марийская волынка (шювыр) и гусли (карш) в скульптурной композиции в Йошкар-Оле

Марийские музыкальные инструменты (луговомар. Марий сем ӱзгар) инструменты и орудия для исполнения музыки, функционирующие в музыкальной культуре  музыкального мышления, материальной культуры народа, его исторические и культурные традиции и эстетические представления.
Выделяются традиционные музыкальные инструменты (исполняющие высотно-организованную музыку) и традиционные звуковые орудия (имеющие прикладное назначение). Инструментальная музыка марийцев богата и разнообразна, в ней присутствуют почти все группы инструментов, особенно широко представлена группа духовых.

## Классификация
Марийские музыкальные инструменты и орудия подразделяются на 4 основные группы:
1. идиофоны (самозвучащие) — варган, колокольчики, бубенчики, трещотка, ложки, всевозможные шумовые приспособления;
2. мембранофоны (мембранные) — барабан;
3. хордофоны (струнные);
4. аэрофоны (духовые) — разные виды труб, гармонь.

## История
К числу наиболее древних инструментов относятся флейтовые (шиялтыш) и самозвучащие инструменты (варган, колокольчики, бубенчики). По мнению археологов, марийцы ещё в X веке знали ковыж (кобуз). Непременным атрибутом костюма марийских женщин были бубенчики. Их вешали и на музыкальные инструменты. Древнее происхождение имеют старинные сигнальные трубы (пуч) и барабан (тюмыр). В традиционной бытовой культуре марийцев для извлечения музыкальных звуков, исполнения музыки широко применялись различные приспособления из листьев деревьев (лышташ), бересты (кумыж), тонкой пластины. Простейшие музыкальные инструменты изготавливались из соломинки (олым шӱвыр), ивы (арама шӱшпык), глины (шун шӱшпык).